# بنك تنزانيا
بنك تنزانيا (بالإنجليزية: Bank of Tanzania)‏ (بالسواحلية: Benki Kuu ya Tanzania)‏ هو البنك المركزي بتنزانيا. وهو مسؤول عن إصدار العملة الوطنية، الشلن التنزاني.
تأسس البنك بموجب قانون بنك تنزانيا لعام 1965. ومع ذلك، في عام 1995، قررت الحكومة أن البنك المركزي لديه العديد من المسؤوليات، وبالتالي يعوق أهدافه الأخرى. نتيجة لذلك، قدمت الحكومة قانون بنك تنزانيا لعام 1995، والذي أعطى البنك الهدف الوحيد للسياسة النقدية في البلاد.
يحكمه مجلس إدارة يتكون من عشرة أشخاص، أربعة منهم أعضاء بحكم مناصبهم ولديهم ثلاث لجان استشارية يمكنها مساعدتهم. يرأس البنك محافظ، ويساعده ثلاثة نواب محافظين في الإدارة والسياسات الاقتصادية والمالية والاستقرار المالي.

## شبكة الفروع
يقع المقر الرئيسي للبنك في دار السلام في قلب الحي المالي في المدينة ويحتفظ أيضًا بالفروع الستة التالية في المدن التالية:
1. أروشا
2. مبيا
3. موانزا
4. زنجبار
5. دودوما
6. متوارا

تم افتتاح الفرع الأخير في متوارا بسبب النمو الاقتصادي الأخير في المناطق الجنوبية.

## روابط خارجية
- الموقع الرسمي نسخة محفوظة 6 نوفمبر 2009 على موقع واي باك مشين.
- قانون بنك تنزانيا لعام 1995 نسخة محفوظة 10 يونيو 2007 على موقع واي باك مشين.